# Omer Huyse
Omer Huyse (Kortrijk, 22 de agosto de 1898-Luingne, 2 de marzo de 1985) fue un ciclista belga que fue profesional entre 1924 y 1930. Durante su carrera destaca una victoria de etapa al Tour de Francia de 1924.

## Palmarés
- 1923
  - 1r a la Vuelta en Bélgica independiente
- 1924
  - Vencedor de una etapa al Tour de Francia
- 1926
  - 5.º en la Vuelta al País Vasco

### Resultados al Tour de Francia
- 1924. 9.º de la clasificación general. Vencedor de una etapa
- 1925. 7.º de la clasificación general
- 1926. 13.º de la clasificación general
- 1930. Abandona (2.ª etapa)